# Richard Gwilt
Richard Gwilt (né en 1958 à Édimbourg) est un violoniste baroqueux, compositeur, éditeur de musique britannique.

## Biographie
Richard Gwilt étudie le violon auprès de Orrea Pernel (1906-1993) à Birmingham et à l'Université du Michigan. Déjà durant ses études il découvre sa conviction pour le violon baroque. Depuis son retour en Angleterre en 1983 il joue avec de nombreux ensembles et orchestres baroques de renom, comme The English Concert sous la direction de Trevor Pinnock, l'Academy of Ancient Music sous Christopher Hogwood, les English Baroque Soloists sous John Eliot Gardiner et les London Classical Players sous Roger Norrington. Il a travaillé avec Anima Eterna de Jos van Immerseel et l'orchestre français La Chapelle Royale sous la direction de Philippe Herreweghe.
Mais il se fait surtout connaître comme membre de l'ensemble London Baroque, dont il est membre depuis 1984, avec lequel seul il enregistre plus de 30 CD, ainsi que de nombreux émissions à la radio et télévision.
En 1986 Richard Gwilt devient professeur de violon baroque et alto baroque au Trinity College of Music à Londres, il enseigne aussi à la  Royal Academy of Music et le Royal College of Music. En 2005 Gwilt devient professeur de violon baroque Musikhochschule Cologne .
Avec RG Editions il publie depuis 1996 de la musique ancienne pour cordes des 17e et 18e siècles, adaptée aux besoins des baroqueux.